# NCSM Ville de Québec (FFH 332)
Pour les autres navires du même nom, voir NCSM Ville de Québec.
Le NCSM Ville de Québec (FFH 332) est une frégate canadienne, le troisième de la classe Halifax. Il est en service depuis le 29 mars 1993 et assigné à la Forces maritimes de l'Atlantique, sous le Commandement de la Force maritime du Canada des Forces canadiennes. Son port d'attache est le HMC Dockyard (Her Majesty's Canadian’), une composante de la base d'Halifax, en Nouvelle-Écosse. Le navire est le deuxième du nom, étant le descendant du défunt NCSM Ville de Québec (K242), une corvette de la classe Flower de la Seconde Guerre mondiale. Le NCSM Ville de Québec est le navire le plus francophone de la Marine royale canadienne.

## Service
Le NCSM Ville de Québec sert principalement dans l'océan Atlantique pour la protection de la souveraineté territoriale du Canada et l'application de la loi dans sa zone économique exclusive.
Le 2 septembre 2005, le Ville de Québec est déployé pour servir au sein de l'opération Unison, la réponse canadienne à l'ouragan Katrina.
En 2008, le navire prend part aux opérations anti-piraterie au large de la Somalie.

## Honneurs
- - Atlantique 1942 - 44
  - Golfe du Saint-Laurent 1942
  - Méditerranée 1943
  - La Manche 1944 - 45

La devise du bâtiment est Don de Dieu feray valoir.

## Galerie

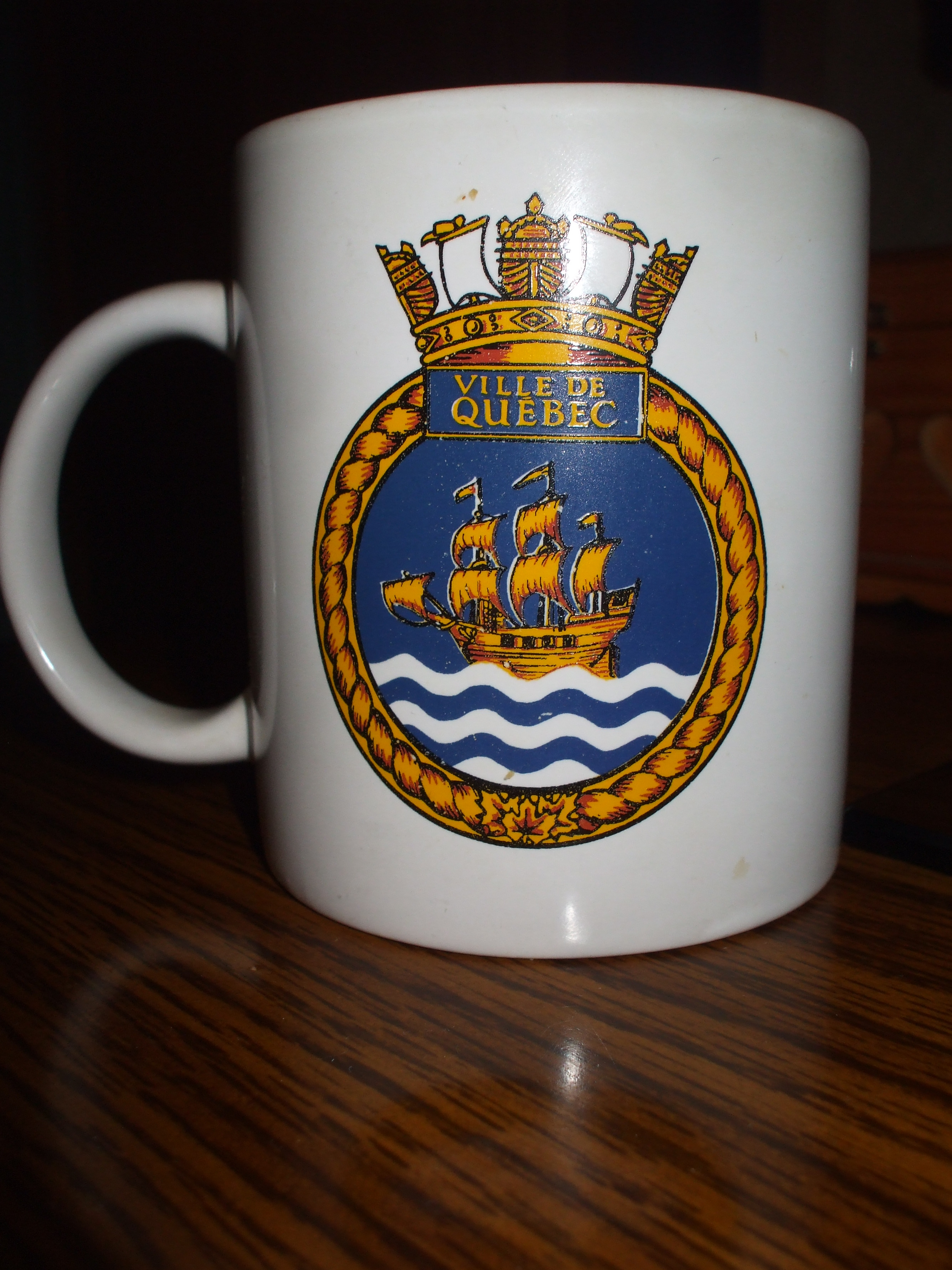
Tasse au armoiries du NCSM Ville de Québec
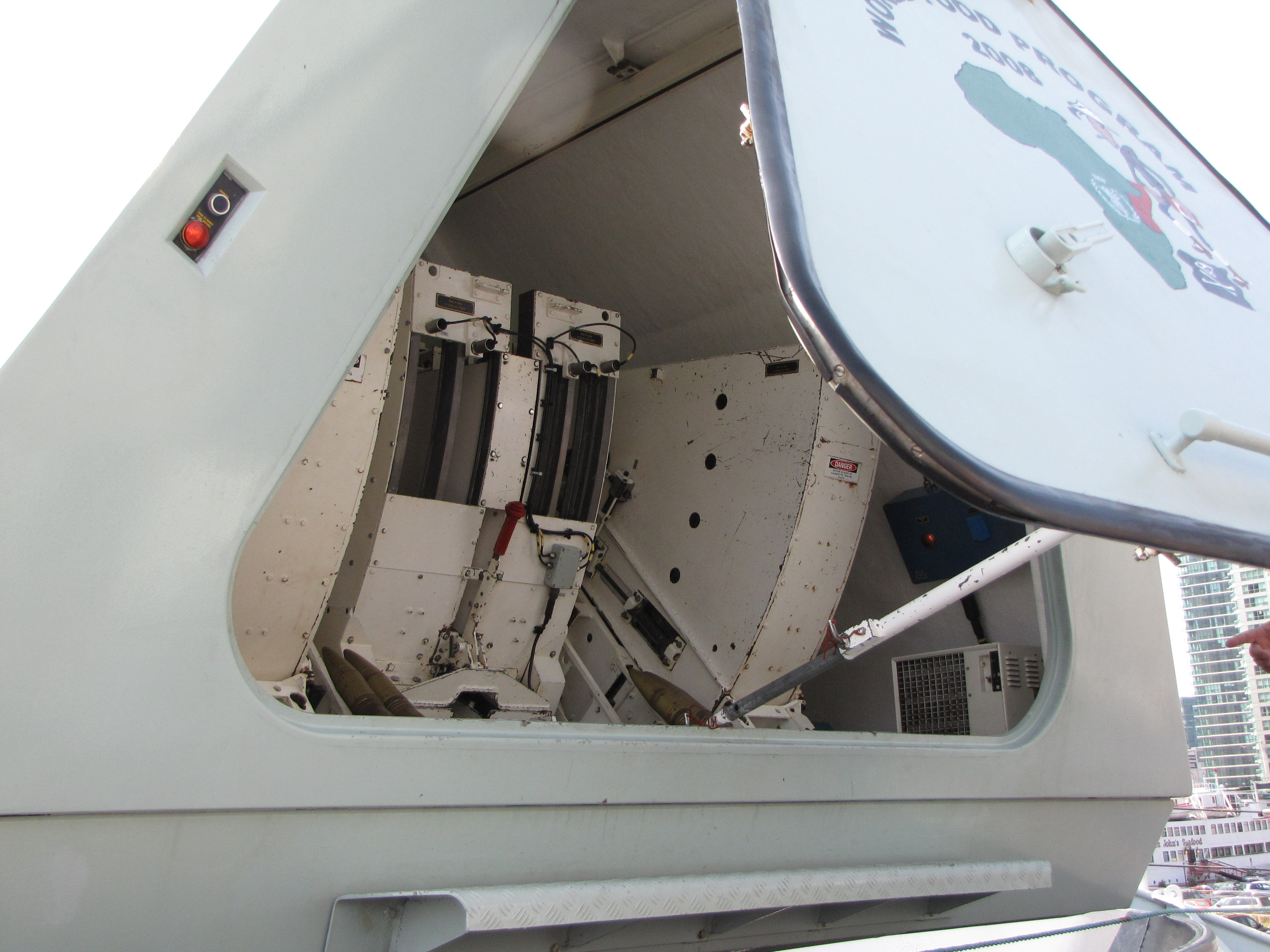
Intérieur du canon Bofors 57 mm. de la frégate Ville de Québec

À savoir aussi que le NCSM Ville de Québec est aussi le parrain du CCMRC 317 Pointe Lévy[réf. nécessaire].